# 巴勒斯坦建設與重建委員會
巴勒斯坦建設與重建委員會（阿拉伯语：‎），是1993年成立的獨立機構是巴勒斯坦解放組織的一部分。其主要職責包括在巴勒斯坦民族權力機構的基礎建設計畫中與捐助界進行協調，以及宣傳經濟政策。該機構由穆罕默德·阿布·阿瓦德（Muhammad Abu Awad）領導，對馬哈茂德·阿巴斯領導的董事會負責。

## 外部連結
- 官方網站 （页面存档备份，存于）